# Tetragonula minangkabau
Tetragonula minangkabau är en biart som först beskrevs av Sakagami och Inoue 1985.  Tetragonula minangkabau ingår i släktet Tetragonula och familjen långtungebin. Inga underarter finns listade i Catalogue of Life.